# Naturschutzgebiet Friedrichsmoor
Koordinaten: 53° 28′ 13″ N, 11° 33′ 40,5″ O
Das Naturschutzgebiet Friedrichsmoor ist ein 155 Hektar umfassendes Naturschutzgebiet in der Lewitz-Landschaft in Mecklenburg-Vorpommern. Die namensgebende Ortschaft Friedrichsmoor befindet sich einen Kilometer südlich. Durch das Gebiet verläuft der Breite Graben aus Richtung des nördlich gelegenen Störkanals. Direkt nordöstlich des Störkanals schließt das Naturschutzgebiet Fischteiche in der Lewitz an. Die Ausweisung erfolgte am 22. Juli 1938 mit einer Verkleinerung im Jahr 1961. Es soll ein bewaldeter Ausschnitt der Lewitz erhalten und entwickelt werden, der sich durch wechselnde Wasser- und Bodenverhältnisse auszeichnet.

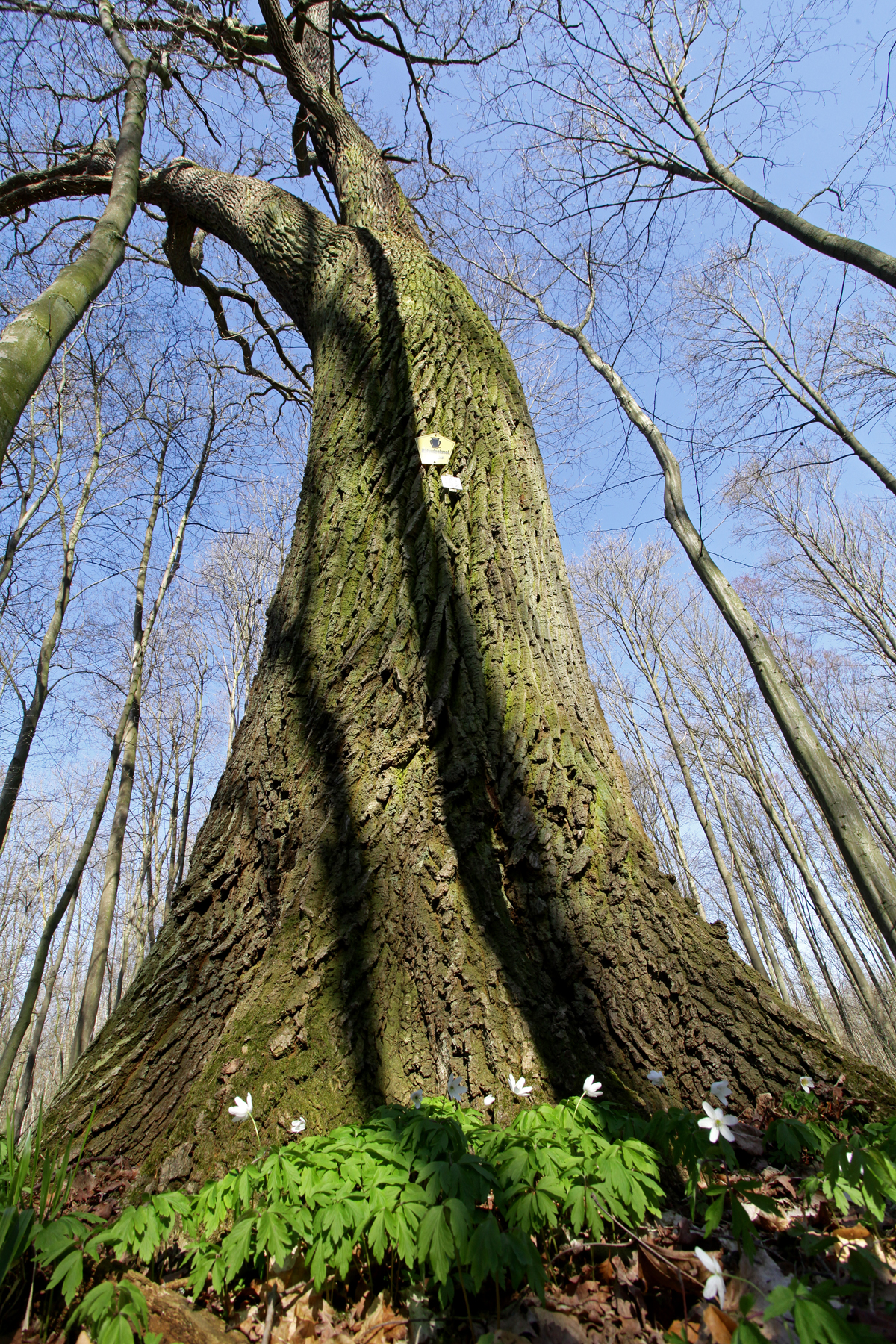
Stieleiche (Naturdenkmal) im NSG Friedrichsmoor

Der Gebietszustand wird als befriedigend eingestuft. Absenkungen des Grundwasserspiegels führten zur Nährstoffanreicherung im Boden und verstärktem Gehölzwachstum. Das Naturschutzgebiet wird im Rahmen der forstlichen Grundlagenforschung als Naturwaldreservat untersucht.
Die Flächen sind Teil des EU-Vogelschutzgebiets Lewitz. Durch das Gebiet führen öffentliche Wege, die ein Betreten ermöglichen.

## Geschichte
Die Flächen wurden entscheidend durch das abtauende Gletscherwasser während der letzte Eiszeit geprägt. Umfangreiche Sanderflächen wurden angespült, die durch Grundwassernähe versumpften und bewaldeten. Bereits im Mittelalter waren die Flächen jedoch waldfrei und wurden erst ab dem 19. Jahrhundert mit Rotbuche und Schwarz-Erle aufgeforstet. Das Ziehen von Gräben zur Grundwasserabsenkung ermöglichte sogar die Pflanzung von Stiel-Eichen auf den ehemals feuchten Flächen.

## Pflanzen- und Tierwelt
Die Eingriffe in das Grundwasserregime führten zu einer veränderten Pflanzen- und Tierwelt. Es finden sich aktuell Bruchwälder mit Erlen und Birken. Auf den Waldwiesen wächst die Sumpf-Dotterblume.
Im Gebiet brüten alle im Bundesland vorkommenden Spechtarten, weiterhin Hohltaube und Seeadler, Rotkehlchen, Fitis, Zilpzalp und Baumpieper. Gelegentlich wurden Schwarzstorch und Wendehals beobachtet.